# Лотар Лау
Лотар Лау (нім. Lothar Lau; 30 січня 1913, Кенігсберг — 4 вересня 1981, Вюрцбург) — німецький льотчик штурмової авіації, майор люфтваффе вермахту (1944), оберстлейтенант люфтваффе бундесверу. Кавалер Лицарського хреста Залізного хреста.

## Біографія
В юності займався планерним спортом. 1 жовтня 1933 року вступив в 1-й піхотний полк. В 1935 році переведений в люфтваффе. Після завершення льотної підготовки направлений в 1-у ескадрилью 165-ї ескадри пікіруючих бомбардувальників. Учасник Польської кампанії. З весни 1940 року — командир 8-ї ескадрильї 2-ї ескадри пікіруючих бомбардувальників «Іммельманн». Під час Французької кампанії був двічі збитий. Учасник Балканської кампанії, під час якої його ескадрилья потопила грецькі кораблі «Петракіс Номікос» (водотоннажністю 7020 тонн) і «Моша Л. Гоуландрі» (5199 тонн). Під час Критської операції здійснив понад 100 вильотів. 21-22 травня 1941 він потопив кілька кораблів загальною водотоннажністю 12 500 тонн, ще кільком кораблям (28 500 тонн) завдав тяжкі ушкодження. В липні 1941 року — офіцер з технічного забезпечення в штабі ескадри. В жовтні 1941 року переведений в 2-ге авіаційне училище в Берліні-Гатові. В 1942 році служив в штабі 4-го повітряного флоту, потім в штабі командувача авіацією в Криму, в 1943 році — офіцер зв'язку 4-го повітряного флоту при штабі 1-ї танкової армії, потім — інспекції пікіруючої бомбардувальної авіації. З 1 серпня 1944 року — командир 3-ї групи 2-ї штурмової ескадри. Всього за час бойових дій здійснив 301 бойовий виліт. 22 січня 1945 року Ju.87, яким керував Лау, був збитий зенітним вогнем і він був взятий в полон радянськими військами. В 1950 році переданий владі ФРН і звільнений. В 1956 році вступив у ВПС ФРН, служив в штабі НАТО у Франції. 31 березня 1971 року вийшов у відставку.

## Нагороди
- Нагрудний знак пілота
- Медаль «За вислугу років у Вермахті» 4-го класу (4 роки)
- Залізний хрест 2-го і 1-го класу
- Нагрудний знак «За поранення» в чорному
- Нагрудний знак пілота (Болгарія)
- Лицарський хрест Залізного хреста (24 червня 1941)
- Почесний Кубок Люфтваффе (20 жовтня 1941)
- Німецький хрест в золоті (5 лютого 1942)
- Авіаційна планка штурмовика в золоті